# 宋訴訟
宋訴訟（そうそしょう）は外国人の生活保護に関する訴訟。

## 概要
中華人民共和国国籍を持つ男性Xは1988年8月に就学ビザの在留資格を持って日本に入国した後、一時帰国して1990年2月に再入国し、同年8月に在留期間が満了した後も在留期間の更新申請等をしないまま日本に在留していたところ、1994年4月にオートバイにはねられて重傷を負った。
東京都中野区在住のXは中野区福祉事務所に生活保護の利用を申請したが、不法滞在の外国人には適用されないとして保護利用の申請は却下された。Xは東京都に対して却下処分にかかる審査請求をしたが、東京都は1995年2月にXには不服審査の申立て資格がないことを理由に審査請求を却下する旨の裁決をした。
Xは平等権を規定した日本国憲法第14条や社会権を規定した日本国憲法第25条に反するとして却下処分の取り消しを求める訴えを裁判所に起こした。
1996年5月29日に東京地裁は「基本的人権は国籍や在留資格の有無を問わずに尊重されるべきで、生存そのものの危機に瀕している者の救護は法律上の配慮を受けるべきで立法的検討の余地はある」としながら「限られた財源の下で給付を行うにあたり、自国民を在留外国人より優先的に扱うことは憲法上許される」との判断を示して、原告の請求を棄却した。Xは控訴したが、1997年4月24日に東京高裁は一審とほぼ同じ判断で控訴を棄却した。Xは上告した。
2001年9月25日に最高裁は「不法残留者を保護の対象に含めるかは立法府の裁量の範囲に属することは明らか。保護対象としないことは合理的理由のない不当な差別にも当たらず、憲法に違反しない。」として上告を棄却した。